# 上巴伐利亚地区魏尔海姆
上巴伐利亚地区魏尔海姆（德語：Weilheim in Oberbayern，官方拼写为，發音：[ˈvaɪlhaɪm ʔɪn ˈʔoːbɐˌbaɪɐn] ⓘ），简称魏尔海姆（德語：Weilheim），是德国巴伐利亚州上巴伐利亚行政区魏尔海姆-雄高县的城市，也是魏尔海姆-雄高县的县治，总面积55.5平方千米，2023年12月31日总人口为23,378人。